# Centre commercial Duparc
Le centre commercial Duparc est le deuxième plus grand centre commercial de l'île de La Réunion, département d'outre-mer français dans le sud-ouest de l'océan Indien. Il est situé à Duparc, sur le territoire de la commune de Sainte-Marie, où il voisine avec une grande surface Leroy Merlin et avec le multiplexe du groupe Investissement et Commerce. D'une superficie de 27 000 m2, il est doté de 65 enseignes, parmi lesquelles les principales enseignes sont un hypermarché runmarket partenaire intermarché, et une surface de vente de produits culturels Fnac.

## Enseignes

### Commerces
- 20/Vins.
- Adidas.
- Adopt
- Antenne Réunion Boutique.
- City Sport
- Chin Wok.
- Délices de Bourbon.
- Desigual
- Esprit.
- Fnac
- Gamer's.
- Gold Center.
- Intersport.
- Jules.
- Jumbo Score.
- Label Photo.
- Mado.
- Maisons du Monde.
- Orange.
- Ocean Or
- Rafaello.
- San Marina.
- Sport 2000
- Swarovski
- Version Argent

### Restaurants
- Les 3 Brasseurs.
- Nabab
- Papa's
- Le Premium
- Pizza Uno

## Annexe